# Калохи
Калохи (на гръцки: Καλόχι) е село в Република Гърция, дем Гревена, област Западна Македония.

## География
Селото е разположено на 610 m надморска височина, на около 10 km източно от град Гревена, от дясната (западна) страна на река Бистрица (Алиакмонас) и от лявата (северна) страна на притока ѝ Венетикос.

## История

### В Османската империя
Църквата в селото „Свети Атанасий“ е построена в XVIII век.
В края на ХІХ век Калохи е гръцко християнско село в Гребенската каза на Османската империя. Според статистиката на Васил Кънчов през 1900 година в Калоки живеят 300 гърци християни.
Според статистика на Серфидженския санджак на гръцкото консулство в Еласона от 1904 година в Калохи (Καλόχι), Гревенска каза, живеят 160 гърци елинофони християни.

### В Гърция
През Балканската война в 1912 година в селото влизат гръцки части и след Междусъюзническата в 1913 година Калохи влиза в състава на Кралство Гърция.
Основният селски празник се провежда на 9 май.
Землището на селото се напоява добре и населението произвежда жито и овошки, като се занимава частично и със скотовъдство.
| Име      | Име       | Ново име | Ново име | Описание          |
| -------- | --------- | -------- | -------- | ----------------- |
| Караула  | Καραούλα  | Скопия   | Σκοπιά   |                   |
| Караулия | Καραούλια | Скопиес  | Σκοπιές  | връх ЮЗ от Калохи |

| Година    | 1913 | 1920 | 1928 | 1940 | 1951 | 1961 | 1971 | 1981 | 1991 | 2001 | 2011 | 2021 |
| --------- | ---- | ---- | ---- | ---- | ---- | ---- | ---- | ---- | ---- | ---- | ---- | ---- |
| Население | 185  | 158  | 220  | 266  | 231  | 244  | 184  | 159  | 105  | 90   | 31   | 32   |